# 12975 Efremov
12975 Efremov eller 1973 SY5 är en asteroid i huvudbältet som upptäcktes den 28 september 1973 av den rysk-sovjetiske astronomen Nikolaj Tjernych vid Krims astrofysiska observatorium på Krim. Den har fått sitt namn efter astronomen Jurij Nikolajevitj Jefremov (1937–2019), en meriterad stjärnforskare vid Moskva universitet.
Asteroiden har en diameter på ungefär sex kilometer och tillhör asteroidgruppen Maria.